# Tele 5 (Polonia)
Tele 5 è un canale televisivo polacco appartenente alla Polcast Television. Nato nel 1998 col nome di Super1, nel 2002 venne rinominato in Tele 5. Trasmette sul satellite Hotbird e sulle piattaforme della televisione via cavo.